# Rajd Turcji 2008
Rezultaty Rajdu Turcji (9th Rally of Turkey), eliminacji mistrzostw świata w 2008 roku, który odbył się w dniach 12 czerwca - 15 czerwca. Była to ósma runda mistrzostw w tamtym roku oraz piąta szutrowa, a także ósma w Production Cars WRC. Bazą rajdu było miasto Antalya. Zwycięzcami rajdu została fińska załoga Mikko Hirvonen i Jarmo Lehtinen jadąca Fordem Focusem WRC. Wyprzedzili oni rodaków Jariego-Mattiego Latvalę i Miikkę Antillę w Fordzie Focusie WRC oraz francusko-monakijską załogę Sébastiena Loeba i Daniela Élenę w Citroënie C4 WRC. Z kolei w Production Cars WRC zwyciężyła niemiecko-austriacka załoga Andreas Aigner i Klaus Wicha w Mitsubishi Lancerze Evo IX.
Rajdu nie ukończyło 23 kierowców. Włoch Gianluigi Galli (Ford Focus WRC) wycofał się na 17. oesie. Na 11. oesie na skutek awarii silnika odpadł Fin Toni Gardemeister (Suzuki SX4 WRC). Na tym samym oesie wycofał się jego partner z zespołu Suzuki, Szwed Per-Gunnar Andersson, który miał awarię układu elektrycznego. Na 17. oesie awarię silnika miał Japończyk Toshihiro Arai w Subaru Imprezie WRX STi. Na 11. oesie wykluczony został Czech Martin Prokop (Mitsubishi Lancer Evo IX), który korzystał z nielegalnej pomocy na trasie rajdu. Odpadli również między innymi tacy zawodnicy jak: Rosjanin Jewgienij Nowikow (Mitsubishi Lancer Evo IX, wypadek na 2. oesie), Norweg Eyvind Brynildsen (Mitsubishi Lancer Evo IX, awaria zawieszenia na 15. oesie) i Niemiec Uwe Nittel (Mitsubishi Lancer Evo IX, awaria silnika na 17. oesie).

## Klasyfikacja ostateczna
| Msc.     | Kierowca           | Pilot               | Samochód                 | Czas      | Strata    | Grupa | Punkty |
| WRC      | WRC                | WRC                 | WRC                      | WRC       | WRC       | WRC   | WRC    |
| -------- | ------------------ | ------------------- | ------------------------ | --------- | --------- | ----- | ------ |
| 1.       | Mikko Hirvonen     | Jarmo Lehtinen      | Ford Focus WRC           | 4:42:07.1 | -         | A8 M  | 10     |
| 2        | Jari-Matti Latvala | Miikka Antilla      | Ford Focus WRC           | 4:42:15.0 | +7.9      | A8 M  | 8      |
| 3        | Sébastien Loeb     | Daniel Élena        | Citroën C4 WRC           | 4:42:32.8 | +25.7     | A8 M  | 6      |
| 4        | Daniel Sordo       | Marc Marti          | Citroën C4 WRC           | 4:44:32.7 | +2:25.6   | A8 M  | 5      |
| 5        | Henning Solberg    | Cato Menkerud       | Ford Focus WRC           | 4:44:40.8 | +2:33.7   | A8 M  | 4      |
| 6        | Petter Solberg     | Phil Mills          | Subaru Impreza WRC       | 4:44:55.3 | +2:48.2   | A8 M  | 3      |
| 7        | Matthew Wilson     | Scott Martin        | Ford Focus WRC           | 4:46:31.3 | +4:24.2   | A8    | 2      |
| 8        | Conrad Rautenbach  | David Senior        | Citroën C4 WRC           | 4:49:53.8 | +7:46.7   | A8    | 1      |
| 9.       | Federico Villagra  | Jorge Pérez Companc | Ford Focus WRC           | 4:51:41.2 | +9:34.1   | A8 M  |        |
| 10.      | Barry Clark        | Paul Nagle          | Ford Focus WRC           | 4:56:55.9 | +14:48.8  | A8 M  |        |
| PWRC     |                    |                     |                          |           |           |       |        |
| 1. (11.) | Andreas Aigner     | Klaus Wicha         | Mitsubishi Lancer Evo IX | 5:02:21.6 | -         | N4    | 10     |
| 2. (12.) | Patrik Sandell     | Emil Axelsson       | Peugeot 207 S2000        | 5:03:10.3 | +48.7     | N4    | 8      |
| 3. (14.) | Mirco Baldacci     | Giovanni Agnese     | Mitsubishi Lancer Evo IX | 5:05:22.6 | +3:01.0   | N4    | 6      |
| 4. (15.) | Martin Raum        | Silver Kutt         | Mitsubishi Lancer Evo IX | 5:07:52.6 | +5:31.0   | N4    | 5      |
| 5. (16.) | Armindo Araújo     | Miguel Ramalho      | Mitsubishi Lancer Evo IX | 5:08:45.4 | +6:23.8   | N4    | 4      |
| 6. (17.) | Jewgienij Wertunow | Gieorgij Troszkin   | Subaru Impreza WRX STi   | 5:09:14.6 | +6:53.0   | N4    | 3      |
| 7. (18.) | Simone Campedelli  | Danilo Fappani      | Mitsubishi Lancer Evo IX | 5:14:40.7 | +12:19.10 | N4    | 2      |
| 8. (20.) | Giorgio Bacco      | Silvio Stefanelli   | Subaru Impreza WRX STi   | 5:25:14.3 | +22:52.7  | N4    | 1      |

1. ↑  Litera M przy oznaczeniu grupy do której należy samochód oznacza, iż tylko ci kierowcy zdobywali punkty dla swoich zespołów liczonych w klasyfikacji producentów na koniec sezonu.

## Zwycięzcy odcinków specjalnych
| Dzień      | Odcinek | G. rozp. | Nazwa         | Długość  | Zwycięzca                     | Czas    | Lider rajdu        |
| ---------- | ------- | -------- | ------------- | -------- | ----------------------------- | ------- | ------------------ |
| 1 (12 CZE) | SS1     | 17:25    | Antalya SSS 1 | 2.60 km  | Sébastien Loeb                | 2:07.6  | Sébastien Loeb     |
| 2 (13 CZE) | SS2     | 08:38    | Perge 1       | 22.43 km | Urmo Aava                     | 16:03.6 | Mikko Hirvonen     |
| 2 (13 CZE) | SS3     | 09:21    | Myra 1        | 24.15 km | Jari-Matti Latvala            | 21:05.3 | Mikko Hirvonen     |
| 2 (13 CZE) | SS4     | 09:59    | Kumluca 1     | 9.90 km  | Gianluigi Galli               | 7:47.4  | Mikko Hirvonen     |
| 2 (13 CZE) | SS5     | 12:57    | Perge 2       | 22.43 km | Gianluigi Galli               | 15:42.8 | Mikko Hirvonen     |
| 2 (13 CZE) | SS6     | 13:40    | Myra 2        | 24.15 km | Jari-Matti Latvala            | 20:46.0 | Jari-Matti Latvala |
| 2 (13 CZE) | SS7     | 14:18    | Kumluca 2     | 9.90 km  | Sébastien Loeb                | 7:38.9  | Mikko Hirvonen     |
| 2 (13 CZE) | SS8     | 17:01    | Chimera 1     | 16.94 km | Gianluigi Galli               | 12:21.5 | Mikko Hirvonen     |
| 2 (13 CZE) | SS9     | 17:47    | Phaselis 1    | 22.40 km | Henning Solberg               | 17:49.3 | Sébastien Loeb     |
| 3 (14 CZE) | SS10    | 09:28    | Chimera 2     | 16.94 km | Mikko Hirvonen                | 11:57.3 | Sébastien Loeb     |
| 3 (14 CZE) | SS11    | 10:16    | Silyon 1      | 27.36 km | Mikko Hirvonen                | 21:53.5 | Mikko Hirvonen     |
| 3 (14 CZE) | SS12    | 12:59    | Kemer 1       | 20.50 km | Urmo Aava                     | 15:06.9 | Mikko Hirvonen     |
| 3 (14 CZE) | SS13    | 13:49    | Silyon 2      | 27.36 km | Mikko Hirvonen                | 21:36.8 | Mikko Hirvonen     |
| 3 (14 CZE) | SS14    | 16:32    | Kemer 2       | 20.50 km | Jari-Matti Latvala            | 14:49.4 | Mikko Hirvonen     |
| 3 (14 CZE) | SS15    | 18:23    | Phaselis 2    | 22.40 km | Mikko Hirvonen Sébastien Loeb | 17:19.2 | Mikko Hirvonen     |
| 3 (14 CZE) | SS16    | 19:01    | Antalya SSS 2 | 2.60 km  | Sébastien Loeb                | 2:06.3  | Mikko Hirvonen     |
| 4 (15 CZE) | SS17    | 09:38    | Olympos 1     | 31.03 km | Urmo Aava                     | 25:07.5 | Mikko Hirvonen     |
| 4 (15 CZE) | SS18    | 12:04    | Camyuva       | 5.50 km  | Sébastien Loeb                | 4:11.2  | Mikko Hirvonen     |
| 4 (15 CZE) | SS19    | 13:07    | Olympos 2     | 31.03 km | Jari-Matti Latvala            | 24:48.9 | Mikko Hirvonen     |

## Klasyfikacja po 8 rundach
Tabele przedstawiają tylko pięć pierwszych miejsc.

### Kierowcy
| Lp. | Kierowca           | Pkt |
| --- | ------------------ | --- |
| 1   | Mikko Hirvonen     | 59  |
| 2   | Sébastien Loeb     | 56  |
| 3   | Jari-Matti Latvala | 34  |
| 4   | Chris Atkinson     | 31  |
| 5   | Daniel Sordo       | 30  |

### Producenci
| Lp. | Producent                          | Pkt |
| --- | ---------------------------------- | --- |
| 1   | BP Ford Abu Dhabi World Rally Team | 99  |
| 2   | Citroën Total WRT                  | 90  |
| 3   | Subaru World Rally Team            | 53  |
| 4   | Stobart VK Ford Rally Team         | 41  |
| 5   | Munchi's Ford WRT                  | 19  |